# SpVgg Deggendorf
Die SpVgg Deggendorf war ein Sportverein aus der niederbayerischen Kreisstadt Deggendorf.

## Geschichte
Die SpVgg Deggendorf wurde im Februar 1920 gegründet. 1946 wurde der Verein zum ersten Mal Niederbayerischer Pokalmeister. Nachdem Max Thoma 1949 die Vereinsführung übernommen hatte, stellten sich die größten Vereinserfolge ein. 1952/53 wurde die Mannschaft unter Trainer Ludwig Stiglbauer Meister der II. Amateurliga Niederbayern und stieg in die 1. Amateurliga Südbayern auf, der man – unterbrochen durch einen Abstieg – insgesamt acht Saisonen lang angehörte. In der Saison 1958/59 spielte sich der Verein im DFB-Pokal unter die letzten 16 Mannschaften Süddeutschlands, unterlag dann aber im Februar 1959 auf eigenem Platz dem FC Bayern München mit 2:3. Im gleichen Jahr wurde die SpVgg zum zweiten Mal Niederbayerischer Pokalsieger.
1963 qualifizierte sich der Verein für die neu geschaffene Landesliga. Mit dem sportlichen Niveau konnte er aber nicht mithalten und stieg gleich im ersten Jahr wieder ab. Erst nach dem Wiederaufstieg 1972 gelang es, sich in der Landesliga zu etablieren. Bis 1983 spielte man elf Jahre ununterbrochen viertklassig. Nach zwei weiteren Aufstiegen in die Landesliga 1988 und 1993, die jeweils nur eine Saison währten, setzte der sportliche Niedergang ein, der die SpVgg bis in die B-Klasse abrutschen ließ.
Eine neue Vereinsführung stellte unterstützt von der Deggendorfer Firma Stangl eine konkurrenzfähige Mannschaft zusammen. Kontinuierlich führten sie die Mannschaft wieder in die oberen Ligen Niederbayerns, 2003 gelang sogar die Rückkehr in die Landesliga. 
Anfang 2003 hatten die Vorstände der SpVgg Deggendorf und des SV Grün-Weiß Deggendorf Verhandlungen zur Fusion aufgenommen. Nach Zustimmung der Mitglieder der beiden Vereine wurde am 30. April 2003 die SpVgg Grün-Weiß Deggendorf gegründet.

## Erfolge
- Aufstieg in die I. Amateurliga Südbayern (3. Liga): 1953, 1959
- Aufstieg in die Landesliga (4. Liga) 1963, 1972, 1988, 1993
- Aufstieg in die Landesliga 2003
- Niederbayerischer Pokalsieger[1]: 1946, 1959, 1960, 1974
- Niederbayerischer Meister 2003